# Herta Huber

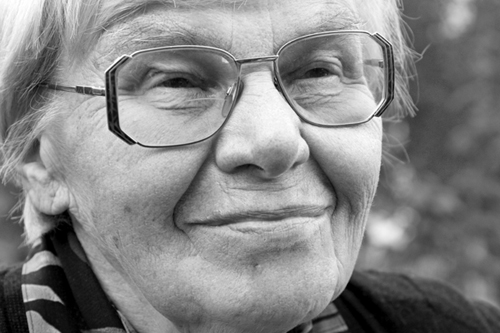
Herta Huber (2006)

Herta Huber (* 24. Januar 1926 in Schönbach, Tschechoslowakei; † 8. April 2018) war eine deutsche Schriftstellerin und Dichterin. Sie wurde bekannt für ihre Veröffentlichungen im Egerländer Dialekt, ein Dialekt der im Egerland gesprochen wurde. Sie veröffentlichte auch Poesie und Prosa in Hochdeutsch.
Für ihre Werke wurde sie mit verschiedenen Auszeichnungen der Sudetendeutschen Landsmannschaft und der Eghalanda Gmoin e. V. geehrt. 
Sie lebte in Waltenhofen im Ortsteil Martinszell im Bundesland Bayern.

## Veröffentlichungen in Egerländer Mundart
- Stutzala
- Fröiha u heint
- Maria Kulm (1983)
- Spraal u Spriezl (1985)

## Veröffentlichungen in Hochdeutsch
- ... aber Brennessel wachst schneller  (1991)
- Kinderzeit im Egerland (1999)

## Veröffentlichungen in Anthologien
- Kurze Geschichten von starken Frauen
- Neue Geschichten von starken Frauen
- Weihnachten wie es früher war